# Филип Шајдеман
Филип Шајдеман (26. јул 1865 — 29. новембар 1939) је био немачки политичар из Социјалдемократске партије Немачке (СПД). Током Немачке револуције 1918–1919. је Немачку прогласио републиком 9. новембра 1918, а касније постао други канцелар Вајмарске Републике. Дужност је вршио 127 дана.

## Биографија
Рођен је у Каселу, у скромној занатлијској породици. Похађао је средњу школу и радио као шегрт у штампарији. Учланио се у СПД 1883, и противио се антисоцијалистичким законима канцелара Бизмарка. Био је члан синдиката и радио у Марбургу, где је похашао предавања из филозофије која је на Универзитету држао Херман Коен. 1895. је почео да ради у уредништву социјалдемократских новина, прво у Гисену, а затим успешно у Нирнбергу, Офенбаху, и поново у Каселу.
Након савезних избора 1903, Шајдеман је постао члан Рајхстага као делегат социјалдемократа из Золингена, и убрзо је постао један од главних вођа партије. 1911. је изабран за члана извршног комитета а две године касније је наследио Аугуста Бебела на месту председавајућег парламентарне групе СПД заједно са Хугом Хасеом. Био је елоквентан и духовит, тако да се надомешћивао са озбиљним председником странке Фридрихом Ебертом. Током раних година своје каријере, Шајдеман иначе прагматичан политичар, је сматран левичарским експонентом. Његова жестока реторика је једном довела до тога да канцелар Теобалд фон Бетман-Холвег напусти заседање из протеста. Због говора који је одржао у Паризу 1912, пред почетак Првог светског рата, је зарадио етикету издајника отаџбине.

### Први светски рат и револуција
Међутим, након избијања рата 1914, Шајдеман и Еберт су били вође већинске фракције у партији која је наставила да гласа за ратне обвезнице, ограничавајући противљење рату на позиве на преговоре о компромису без анексија. Његове објаве су свеједно у националистичким круговима карактерисане као „велеиздаја“. Са друге стране, Шајдеманове изјаве су убрзале раскид са левичарским социјалдемократама које је предводио Карл Либкнехт, што је довело до оснивања Независне социјалдемократске партије Немачке (УСПД) 1917. Са друге стране, Шајдеман се обратио посланицима напредњака и Партије центра како би у Рајхстагу била изгласана резолуција о миру, али овај покушај је био неуспешан.
У јуну 1918, Шајдеман је изабран за потпредседника Рајхстага. Након оставке владе Георга фон Хертлинга, социјалдемократе су по први пут ушле у немачку владу канцелара Принца Макса фон Бадена у октобру 1918. Шајдеман, који се првобитно противио постављању фон Бадена које је предложила Напредна странка, је ушао у владу као министар без портфеља. За време свог мандата се изборио за амнестију свих политичких затвореника, и за пуштање на слободу осуђеног бившег партијског друга Карла Либкнехта.
Након абдикације кајзера Вилхелма II 9. новембра, принц Макс је дао оставку у корист Еберта. Нова влада је намеравала да остави народу да одлучи о питању да ли очувати монархију, мада је влада преферирала да се Немачка претвори у уставну монархију, највероватније са неким од кајзерових унука на челу државе. Међутим, неколико сати након што је кајзер абдицирао, Шајдеман је, забринут због могућности радничке револуције у Берлину, одржао говор са балкона Рајхстага. Говор је завршио следећим речима:
Стара и трула, монархија је доживела пропаст. Живело ново. Живела Република Немачка!
Тајминг ове прокламације је вероватно имао везе са очекивањем сличног проглашења „радничке републике“ од стране комуниста предвођених Карлом Либкнехтом, до које је заиста и дошло пар сати касније.

### Вајмарска република
Шајдеман је наставио да служи као вођа привремене владе која је постојала наредних неколико месеци, и након заседања Народне скупштине у Вајмару у фебруару 1919, Еберт је постављен за председника а Шајдеман за канцелара у оквиру Вајмарске коалиције са Немачком демократском партијом и Католичком партијом центра. Шајдеман је дао оставку у јуну, заједно са ДДП услед неслагања са Версајским споразумом, и више никад није учествовао у влади, мада је остао активан у политици. Служио је као градоначелник Касела од 1920. до 1925, а затим поново као делегат у Рајхстагу.
Шајдеман је отишао у егзил 1933, након доласка нациста на власти, и умро је у Данској убрзо по почетку Другог светског рата.

## Шајдеманов кабинет
- Филип Шајдеман (СПД) – канцелар
- Др Еуген Шифер (ДДП) – вицеканцелар и министар финансија
- Др Улрих Граф фон Брокдорф-Ранцау – министар спољних послова
- Др Хуго Пројс (ДДП) – министар унутрашњих послова
- Др Ото Ландсберг (СПД) – министар правде
- Рудолф Висел (СПД) – министар за економију
- Роберт Шмит (СПД) – министар за пољопривреду
- Густав Бауер (СПД) – министар рада
- Густав Носке (СПД) – министар одбране
- Др Јоханес Бел (Ц) – министар саобраћаја и министар колонија
- Јоханес Гисбертс (Ц) – министар поште
- Др Едуард Давид (СПД) – министар без портфеља
- Мадијас Ерцбергер (Ц) – министар без портфеља

Промене
- март 1919 – Др Георг Готхајн (ДДП) постао члан кабинета као министар трезора
- март 1919 – Др Бернхард Дернбург (ДДП) наследио Шифера као вицеканцелар и министар финансија